# Lamprodrilus isoporus
Lamprodrilus isoporus är en ringmaskart som beskrevs av Wilhelm Michaelsen 1901. Lamprodrilus isoporus ingår i släktet Lamprodrilus, och familjen källmaskar. Arten är reproducerande i Sverige.